# Сърбизация
Сърбизацията или посърбване (на сръбски: србизација или srbizacija) е термин, използван за обозначаване на процеса на културна и национална асимилация на несръбското население в сръбско.

## История
През различни периоди от историята на Сърбия, на сърбизация са подлагани предимно онези етнически групи в страната, които изповядват православието, като българите, власите, циганите, румънците и други. Макар хърватите и бошняците да са езиково много по-близки до сърбите, тези малцинства по-трудно са подлагани на сърбизация поради католическата си и мюсюлманска религия.
По време на Кралството на сърби, хървати и словенци правителството му прави опити за сърбизация спрямо българите във Вардарска Македония, като ги обявява за прави срби, а вардарския дял на Македония за Южна Сърбия.

## Форми
Българските диалекти в Поморавието и Повардарието са обявени за диалекти на сърбо-хърватския език.
Заедно с това е забранено говоренето на местния диалект в училищата и в останалите обществени дейности, като използването му е подлагано на наказания.
Същевременно в Западните покрайнини са намалявани часовете по български език , забранявани са българските окончания на фамилиите на жените, затваряни са родилните отделения, и по този начин българите са принуждавани да се записват като сърби при раждане в други места във вътрешността на Сърбия. Процесът на сърбизация на българите в Западните покрайнини продължава почти до началото на 21 век, когато пада режима на Слободан Милошевич, който провежда националистическа политика. По модела на македонизацията на българското население в Повардарието, в опитите си да наложат друга национална принадлежност на българите в Западните покрайнини, се правят опити от властите да ги обявят за шопско или торлашко малцинство. За целта на сцената на Царибродското читалище са представяни театрални представления от български класици на „шопски език“.